# Cabaray
A Cabaray egy rétegvulkán Bolíviában, a chilei határ közelében.